# Louzouer
Louzouer – miejscowość i gmina we Francji, w Regionie Centralnym, w departamencie Loiret.
Według danych na rok 1990 gminę zamieszkiwało 226 osób, a gęstość zaludnienia wynosiła 20 osób/km² (wśród 1842 gmin Centre, Louzouer plasuje się na 914. miejscu pod względem liczby ludności, natomiast pod względem powierzchni na miejscu 1079.).